# 建構與教學
《建構與教學》是台灣一份與科學教育相關的期刊，由國立彰化師範大學理學院科學教育研究所科學教育中心在中華民國教育部中等教育司贊助下出版，是一本專門討論中小學科學教育及教學策略的期刊。期刊於1995年9月28日創刊，屬於台灣中部地區科學教育簡訊的一部份，並作不定期發行，至今推出了11期，最後一期在1997年2月15日發刊後停刊。

## 簡介
由於1970年代後期認知心理學的興起，以及1990年代建構主義的抬頭，使這數十年間在亞太區的教學模式有很重大的轉變，當中以由皮亞傑及維谷斯基所提倡的理論更為世界各地的教育家所採納及提倡。然而，理論的落實，很多時都在於前線教育工作者在課室內實驗，把理論轉化為行動。因此，一份紀錄前線老師對教學策略的落實的期刊，對於推動教育改革，有很大的作用。
本期刊的特色，一方面為建構主義在科學教育的應用提供了多樣化的案例；另一方面亦收錄了不少台灣教育業者對傳統教學方式及建構主義教學的反思。所以，期刊的文章多次在師訓課程內被引用。

## 外部連結
- 期刊主頁